# Rebel Heart (musikalbum)
Rebel Heart är det trettonde studioalbumet av den amerikanska popartisten Madonna, utgivet den 6 mars 2015 på Interscope Records. Delar av albumet hade läckts ut på Internet i flera omgångar, vilket resulterade i en inofficiell utgivning på 13 demospår i december 2014. Därav valde man att skjuta ner releasedatumet till tidigt 2015. Albumets första singel, "Living for Love", släpptes den 20 december 2014.
Turnén för albumet, Rebel Heart Tour, inleddes vid Centre Bell i kanadensiska Montréal den 9 september 2015.

## Låtlista
Endast 7 av 19 låtar har offentliggjorts för albumets förhandsbokning. Information från iTunes.
| Nr  | Titel                                         | Kompositör                                                                                | Producent(er)                                | Längd |
| --- | --------------------------------------------- | ----------------------------------------------------------------------------------------- | -------------------------------------------- | ----- |
| 1.  | Living for Love                               | Madonna, Thomas Wesley Pentz, Alicia Keys, MoZella, Ariel Rechtshaid, Toby Gad, Nick Rowe | Madonna, Diplo                               | 3:38  |
| 2.  | Devil Pray                                    | Madonna, Savan Kotecha, Carl Falk, Rami Yacoub, Avicii                                    | Madonna, Falk, Avicii                        | 4:05  |
| 3.  | Ghosttown                                     | Madonna, Jason Evigan, Evan Bogart, Sean Douglas                                          |                                              | 4:08  |
| 4.  | Unapologetic Bitch                            | Madonna, Pentz, Toby Gad, Onika Maraj                                                     | Madonna, Diplo                               | 3:50  |
| 5.  | Illuminati                                    | Madonna, Pentz, Toby Gad                                                                  | Madonna, Kanye West, Mike Dean, Charlie Heat | 3:43  |
| 6.  | Bitch I'm Madonna (med Nicki Minaj)           | Madonna, Pentz, Toby Gad, Maraj                                                           | Madonna, Diplo                               | 3:47  |
| 7.  | Hold Tight                                    | Madonna, Pentz, Gad, McDonald, Emenike                                                    |                                              | 3:37  |
| 8.  | Joan of Arc                                   | Madonna, Gad, McDonald, Griffin Jr.                                                       |                                              | 4:01  |
| 9.  | Iconic (med Chance the Rapper och Mike Tyson) | Madonna, Gad, McDonald, Griffin Jr., Chancelor Bennett, Dacoury Natche, Michael Tucker    |                                              | 4:33  |
| 10. | HeartBreakCity                                | Madonna, Bergling, Tobias Jimson, Arash Pournouri, Paloma Stoecker                        |                                              | 3:33  |
| 11. | Body Shop                                     | Madonna, Gad, McDonald, Griffin Jr., Natche, Tucker                                       |                                              | 3:39  |
| 12. | Holy Water                                    | Madonna, Martin Kierszenbaum, Natalia Cappuccini, Dean                                    |                                              | 4:09  |
| 13. | Inside Out                                    | Madonna, Evigan, Dean                                                                     |                                              | 4:23  |
| 14. | Wash All Over Me                              | Madonna, Bergling, Dean, Pournouri, Magnus Lidehäll                                       |                                              | 4:00  |

## Medverkande
Medverkande är hämtade från iTunes metadata.
Musiker
- Madonna – sång
- Annie from London Community Gospel Choir – bakgrundssång på "Living for Love"
- Nicki Minaj – sång på "Bitch I'm Madonna"
- Alicia Keys – piano på "Living for Love"

Tekniker
- Madonna – produktion (spår 1–6)
- Avicii – produktion (spår 2)
- Billboard – produktion (spår 3)
- Blood Diamonds – produktion (spår 2)
- Mike Dean – produktion (spår 5)
- Dahi – produktion (spår 2)
- Diplo – produktion (spår 1, 4, 6)
- Carl Falk – produktion (spår 2)
- Charlie Heat – produktion (spår 5)
- Kanye West – produktion (spår 5)